# Mattani
Mattani (in urdu  متنی ‎?) è una città del Pakistan situata nei pressi di Peshawar, nella Provincia della Frontiera del Nord Ovest.
Mattani è un villaggio della divisione di Peshawar posto sulla strada da Kohat a Peshawar, ed ha una posizione importante dal punto di vista geofisico, sociale ed economico. Le aree tribali di Darra Adam Khel, Khyber Agency e di Peshawar si trovano nel raggio di 2–29 km di distanza.
A causa della sua posizione geografica, Mattani è considerata il centro delle attività sociali, economiche e commerciali della zona che comprende Sherkera, Adezai, Jaani-Garee, Darra Adam Khel, Qilla Khel, Pasanni e Aka khel.

## Mercato di Mattani
Il mercato di Mattani, noto anche come Mattani ada, è il principale centro di commercio delle zone circostanti.

## Attacchi talebani e milizia locale
È un posto in cui avvengono frequenti attacchi di sostenitori Tehrik-i-Taliban Pakistan che tentano di conquistare un avamposto nel distretto di Peshawar. La forza di polizia ha subito grosse perdite, ed i talebani sono affrontati solo dalla milizia locale.